# 창흥로
창흥로(Changheung-ro)는 대한민국 경상북도 포항시 북구 창포동에서 시작하여, 흥해읍을 거쳐 연결하는 도로이다.

## 노선 경로
- 창포사거리
- 새천년대로, 두호로